# Narodna banka Srbije
Narodna banka Srbije (srbsko: Народна банка Србије) je centralna banka Srbije. Ustanovljena je bila leta 1884, njene odgovornosti pa so: monetarna politika, edini izdajatelj srbskih bankovcev in kovancev, zaščita stabilnosti cen in spodbujanje stabilnosti finančnega sistema v Srbiji. Organi NBS so izvršilni odbor, guverner in svet guvernerja. Sedanji guverner banke je Jorgovanka Tabaković.

## Zgodovina
Banka je bila ustanovljena 2. julija 1884 kot Privilegirana narodna banka Kraljevine Srbije. Oblikovana je bila po vzorcu Belgijske narodne banke. Prvi guverner banke je bil Aleksa Spasić. Po prvi svetovni vojni je banka doživela več sprememb, ko se je država širila in sčasoma postala Jugoslavija, medtem ko se je banka preimenovala v Narodno banko Jugoslavije. Šele leta 2006 je izginil zadnji ostanek Jugoslavije in banka se je vrnila v kovanje srbske valute, njeno prvotno ime pa je bila Narodna banka Srbije.

### Predhodniki
- Privilegirana narodna banka Kraljevine Srbije (2. julij 1884 - 20. januar 1920)
- Narodna banka Kraljevine Srbov, Hrvatov in Slovencev (20. januar 1920 - 3. oktober 1929)
- Narodna banka Kraljevine Jugoslavije (3. oktober 1929 - september 1946)
- Narodna banka Jugoslavije (september 1946 - 19. julij 2003)
- Narodna banka Srbije (19. julij 2003 - danes)

## Funkcije
Narodna banka Srbije je samostojna in avtonomna pri opravljanju svojih nalog, določenih z zakonom o NBS in drugimi zakoni, ter za svoje delo odgovarja Državnemu zboru Republike Srbije. Primarni cilj NBS je doseči in ohraniti stabilnost cen. Brez poseganja v glavni cilj NBS prispeva tudi k ohranjanju in krepitvi stabilnosti finančnega sistema.

## Guvernerji
Seznam guvernerjev Narodne banke Srbije od leta 2003:
- Mlađan Dinkić (4. februar 2003 – 22. julij 2003)
- Kori Udovički (23. julij 2003 – 25. februar 2004)
- Radovan Jelašić (25. februar 2004 – 28. julij 2010)
- Dejan Šoškić (28. julij 2010 – 6. avgust 2012)
- Jorgovanka Tabaković (6. avgust 2012 – sedanjost)

## Menedžment banke
Trenutni menedžment banke vključujejo:
- Jorgovanka Tabaković, guvernerka

- Veselin Pješčić, podpredsednik

- Diana Dragutinović, podpredsednica
- Đorđe Jevtić, direktor uprave za nadzor finančnih institucij